# Посольство Эритреи в России
Посольство Эритреи в Российской Федерации — официальная дипломатическая миссия Эритреи в России, расположена в Москве на Якиманке на улице Коровий Вал. Дипломатические отношения между Россией и Эритреей были установлены 24 мая 1993 года. Эритрейское посольство в Москве открыто с июня 1996 года. Ранее располагалось на Мещанской улице (дом 17).
- Адрес посольства: 119049, Москва, улица Коровий Вал, дом 7, стр. 1, офис 31-32
- Посол Эритреи в Российской Федерации: Петрос Цеггай Асгедом (с 19 ноября 2014 года)[2]

## Послы Эритреи в России
- Наизги Кыфлю Бахта (1996—2003)
- Теклай Минассие Асгедом (2003—2014)
- Петрос Цеггай Асгедом (2014 — н. в.)